# Llums vermells
Llums vermells (títol original en anglès: Red Lights) és una pel·lícula hispanocanadenca de thriller i terror de 2012 escrita i dirigida per Rodrigo Cortés, protagonitzada per Cillian Murphy, Sigourney Weaver, Robert De Niro, Elizabeth Olsen, Toby Jones i Leonardo Sbaraglia. Va ser estrenada el 2 de març de 2012 a Espanya. La pel·lícula tracta sobre fenòmens paranormals i les qualitats extraordinàries que podria posseir una persona, com la telecinesi.
Algunes localitzacions són a Barcelona, podem veure el teatre Tívoli o la facultat de Ciències Empresarials de la Universitat de Barcelona. Ha estat doblada al català.

## Argument
Tomas Buckley (Murphy), un físic que treballa a una universitat, i Margaret Matheson (Weaver), la seva companya (també imparteix classes a la universitat), investiguen fraus paranormals. Encara que són moltes les ocasions en les que els criden demanant els seus serveis, totes resulten ser falses i cap suposa un repte per a ells. És llavors quan Simon Silver (De Niro), un home cec amb grans habilitats mentals, torna a actuar després de trenta anys desaparegut del món de l'espectacle. Tom creu que haurien d'investigar-lo, cosa a la que Margaret s'oposa rotundament. No obstant això, Tom decideix investigar Simon pel seu compte i va a una de les seves funcions. Lamentablement, Simon el descobreix i el pla de Tom se'n va en orris.
Instants després, Tom torna a la universitat, malferit, i troba a Margaret a punt de morir. És traslladada a l'hospital i mentre roman allí, Tom continua fent classes. Finalment, Margaret mor i Tom decideix continuar investigant a Simon. En els dies següents a la mort de Margaret, estranys successos paranormals envolten a Tom, i els atribueix a Simon. Un equip de científics de la universitat en la que Tom fa classes està preparant uns experiments per a comprovar si els poders de Simon són certs. Tom, després d'una acalorada discussió amb el científic cap, passa a formar part de l'equip científic com a observador.
Després d'una sèrie de proves que duren en total set hores, es declara que Simon no és un frau i que tot el que diu és cert. Tom, en desacord, crida a un alumne seu perquè repassi els enregistraments perquè està segur que hi ha alguna cosa que se li escapa. Mentre el seu alumne comprova els enregistraments, Tom assisteix al que serà l'últim espectacle de Simon Silver.
En l'actuació, Simon comença a levitar en l'aire entre aplaudiments del públic. Quan torna a l'escenari, acaba la primera part. Tom es retira al servei durant el descans i acaba quedant-se només fins que un altre home entra xiulant. Tom es renta les mans i quan es mira en el mirall, l'home que acaba d'entrar el mira des de la seva esquena, negant amb el cap.
Tot seguit, tots dos es barallen i Tom surt molt mal parat.
Mentre això succeeix, l'alumne i la xicota de Tom (que acaba d'arribar) continuen repassant les cintes i arriben a una conclusió: Simon Silver no és cec, cosa amb la que ningú havia comptat, i per tant, és un frau. Però Tom també s'adona d'això i aconsegueix arribar al teatre, interrompent la segona part i acusant Simon de ser un frau. Un home del públic que està dret i amb el braç estès els interromp i diu que li fa mal el braç i que no pot baixar-lo perquè Simon el controla.
Tom li diu que no és cert i, davant la sorpresa de tot el món, aconsegueix baixar el braç i asseure's. És llavors quan la credibilitat de Simon comença a enfonsar-se. La discussió continua i el teatre comença a ensorrar-se, aparentment per culpa de Simon. Però finalment, tot queda en calma i pràcticament a les fosques. Les ulleres de sol que Simon portava jeuen en l'escenari, després d'ell. Tom treu una moneda i diu que Simon és un frau. Aquest li pregunta "Com ho has fet?". Llavors, Tom llança la moneda cap a Simon i aquest l'agafa a l'aire, revelant la veritat sobre que en realitat no és cec. Al final, Tom parla amb veu en off, explicant que es va unir a Margaret per a aconseguir trobar a algú com ell que l'ajudi a entendre's. En el final del seu discurs dona a entendre que ell és el que sempre ha tingut un poder mental i que d'alguna manera Margaret ho sabia. En l'escena final Tom surt de l'hospital i es queda parat sota la pluja, però quan es mira la mà, la pluja cessa davant la seva atònita mirada; jugant d'aquesta manera amb l'espectador a manera de confirmació del seu poder.

## Repartiment principal
- Cillian Murphy com a Tom Buckley.
- Sigourney Weaver com a Margaret Matheson.
- Robert De Niro com a Simon Silver.
- Joely Richardson com a Monica Handsen.
- Elizabeth Olsen com a Sally Owen.
- Craig Roberts com a Ben.
- Toby Jones com a Dr. Paul Shackleton
- Burn Gorman com a Benedict Cosell.
- Leonardo Sbaraglia com a Leonardo "Leo" Palladino.
- Karen David com a Dana.
- Eugenio Mira com a Simon Silver jove

## Antecedents
Aquesta pel·lícula té una gran similitud amb la vida de l'escèptic James Randi. La pel·lícula és una dramatització de les seves recerques registrades en el llibre Flim-Flam! on el psíquic Silver és l'encarnació d'Uri Geller. Cal esmentar que el diàleg de l'esposa de Leonardo Paladino cap al propi Paladino "Leo, em sents? Leo, si no em sents, tens un problema!" és pràcticament el mateix que el gravat per James Randi per a desemmascarar a Peter Popoff.

## Nominacions
Premis Gaudí de 2013
| Categoria                                | Persona                                      | Resultat |
| ---------------------------------------- | -------------------------------------------- | -------- |
| Millor pel·lícula en llengua no catalana | Millor pel·lícula en llengua no catalana     | Nominats |
| Millor so                                | Albert Manera, James Muñoz i José A. Manovel | Nominats |